# رينولد باولي
رينولد باولي (بالألمانية: Reinhold Pauli)‏ (و. 1823 – 1882 م) هو مؤرخ، وأستاذ جامعي ألماني، ولد في برلين، وكان عضوًا في الأكاديمية البافارية للعلوم والعلوم الإنسانية، والأكاديمية البروسية للعلوم، توفي في بريمن، عن عمر يناهز 59 عاماً.

## مناصب
تولى منصب عضو مجلس النواب البروسي اللوردات.

## التعليم
تعلم في جامعة بون.